# Tenorguitar
 Tenorguitar  er en guitar med mindre krop og kun fire strenge, der ligger i et højere toneleje end den gængse guitar. Stemmer ligesom en tenorbanjo, D-A-E-H. Anvendes af oldtimeduoen Delmore Brothers og indenfor westernmusikken.